# 封陵縣
封陵縣是唐代嶺南道邕州所屬的一個縣。其轄地在今廣西省、越南邊境一帶地方，唐肅宗乾元後開山洞置。北宋開寶五年（972年）廢。